# Cupelle
Cupelle war eine französische Automarke.

## Unternehmensgeschichte
Das Unternehmen Cupelle aus Paris gehörte zu Lacoste & Battmann und begann 1905 mit der Produktion von Automobilen. Im gleichen Jahr endete die Produktion bereits wieder.

## Fahrzeuge
Es wurden fertige Fahrgestelle von Lacoste & Battmann verwendet, die zu kompletten Autos vervollständigt wurden. Ein 8 CV mit zweisitziger Phaetonkarosserie existiert noch.
| Typ      | Anzahl Sitze | Hubraum cm³ | Bohrung mm | Hub mm | Zylinder | Leistung | Radstand mm | Spurweite mm |
| -------- | ------------ | ----------- | ---------- | ------ | -------- | -------- | ----------- | ------------ |
| 6/8 HP   | 2            | 942         | 100        | 120    | 1        | 7        | 1626        | 1143         |
| 8/10 HP  | 2            | 1399        | 90         | 110    | 2        | 10       | 1829        | 1143         |
| 10/12 HP | 4            | 1885        | 100        | 120    | 2        | 13       | 1981        | 1143         |
| 12 HP    | 5            | 2010        | 80         | 100    | 4        | 14       | 2464        | 1321         |
| 12/14 HP | 5            | 2496        | 85         | 110    | 4        | 18       | 2895        | 1321         |
| 18 HP    | 5            | 2799        | 90         | 110    | 4        | 22       | 2616        | 1321         |
| 24 HP    | 5            | 3770        | 100        | 120    | 4        | 29       | 3200        | 1372         |
| 34 HP    | 5            | 6334        | 120        | 140    | 4        | 49       | 3200        | 1372         |